# 清水建設
清水建設株式会社（しみずけんせつ）は、東京都中央区京橋に本社を置く、大手総合建設会社（スーパーゼネコン）。日経平均株価の構成銘柄の一つ。
同社のコーポレートメッセージは「子どもたちに誇れるしごとを。」（日本語）「Today's Work, Tomorrow's Heritage」（英語）である。

## 概要
スーパーゼネコン5社（清水建設、大林組、鹿島建設、大成建設、竹中工務店）の一角である。民間の建築工事に強みがある。受注活動では、大手他社と異なり採算度外視の大型工事をさけ、中小の物件の受注にも積極的である。得意分野は、建築では医療機関、土木ではLNGタンクの施工であるといわれている。さらに、歴史的な経緯から、伝統的な神社建築、寺院建築にも豊富な実績を有している。2019年5月10日には、宮内庁で行われた大嘗祭のための大嘗宮の建設の一般競争入札で、予定価格の6割の価格で落札し受注に至る。
宮大工の安全を願う神事に由来する、伝統的な建築儀式である手斧始め（ちょうなはじめ）を仕事はじめの1月4日に本社で執り行っている。建設業で手斧始めを受け継いでいるのは、清水建設と金剛組（大阪）だけである。
創業家である清水家の現在の当主は、七代目"清水基昭"で、清水地所社長、清水建設取締役を務めている。六代目当主の清水満昭は2020年現在は清水地所会長である。
三金会の会員企業であり第一勧銀グループに属している。

## 沿革
※ 沿革｜企業情報｜清水建設（外部サイト）
- 1804年（文化元年）‐ 初代清水喜助が江戸の神田で創業（喜助は現在の富山市出身で、大工となり、日光東照宮の修理に参加した後、江戸に下る）。
- 1838年（天保9年）- 江戸城西の丸焼失後の再建工事に参加。
- 1858年（安政5年）- 井伊直弼より、開港地・横浜の外国奉行所などの建設を請け負う。
- 1859年（安政6年）- 初代喜助死去。養子の清七が2代清水喜助となる。
- 1868年（明治元年）- 幕府の依頼で建設を始めた築地ホテル館（外国人旅館）が完成。
- 1872年（明治5年）- 海運橋三井組ハウス（後の第一国立銀行）が完成。
- 1881年（明治14年）- 2代喜助死去、養子の清水満之助（3代）が跡を継ぐ。店名を清水満之助店へ変更。
- 1883年（明治16年） - 横浜吉田町の店宅を本店とする。
- 1887年（明治20年）- 満之助死去、長男8歳が4代となり未亡人や支配人が経営を引き継ぐ。先代満之助の遺言により渋沢栄一を相談役（1916年まで）に迎え経営指導を受ける。
- 1892年（明治25年）- 渋沢栄一の仲介で法律学者、穂積陳重の案により清水家家法を定める。東京日本橋本石町店を本店、横浜店を支店に改める。
- 1897年（明治30年）- 満之助（4代）が新聞社・雑誌社・大倉喜八郎らとともに奠都三十年祝賀会に参画し奠都三十年祭を開催（副委員長が渋沢栄一であった）[7]。
- 1903年（明治36年） - 東京市京橋区南鞘町に本店完成。
- 1915年（大正4年）- 満之助が没し清水釘吉（5代）の子が事業を相続。個人経営を改め、合資会社清水組に改組。
- 1925年（大正14年）- 鶴見騒擾事件（清水と間組の下請けの喧嘩）が起こる。
- 大正から昭和にかけて大建築を多く手掛け、建設業のトップの地位を築く。
- 1932年（昭和7年） - 東京市京橋区宝町に本社完成。
- 1937年（昭和12年）8月25日 ‐ あらたに株式会社清水組を設立、合資会社清水組を合併する。
- 1948年（昭和23年）- 清水建設株式会社に商号変更。英文社名はSHIMIZU CONSTRUCTION
- 1961年（昭和36年）4月 - 株式を東京店頭市場に公開。
- 1961年（昭和36年）10月 - 東証2部に上場。
- 1962年（昭和37年）2月 - 東証1部に上場。
- 1962年（昭和37年）10月 - 名証・大証各1部に上場。
- 1971年（昭和46年）- 不動産事業に進出。
- 1987年（昭和62年）- 英文社名をSHIMIZU CORPORATIONに変更。アイマーク、コーポレートカラーを制定。
- 1991年（平成3年）- 東京都港区芝浦にシーバンス竣工、本社を移転。
- 2003年（平成15年） - 創業200年記念事業の一環として技術研究所新本館を建設。
- 2008年（平成20年）
  - コーポレートメッセージ「子どもたちに誇れるしごとを。」発表。
  - 公開講座「シミズ オープン アカデミー」を開講。
  - 7月1日 - 旧京橋本社の場所に新本社ビル新築と平成23年秋の本社移転計画を発表。平成21年4月着工。
- 2012年（平成24年）
  - 東日本大震災で津波被害を受けた仙台市内に復興活動と事業展開の一環として、他企業と合同でスマートシティ開発を進める事を発表。
  - 8月 - 東京都中央区京橋に本社完成。本社をシーバンスから東京都中央区京橋の新本社ビルに移転。
- 2013年（平成25年） - 60年ぶりとなる出雲大社の大遷宮で、本殿をはじめとした国宝及び重要文化財の14棟の保存修理工事を手掛ける[8]。
- 2020年（令和2年）
  - 6月 - 計画から完成まで68年の年月を要した八ッ場ダムが竣工。
  - 7月 - 千葉県船橋市に、建設技能労働者を対象とした教育・訓練施設「清水匠技塾」を開校。
- 2022年（令和4年）3月 - 日本道路株式会社を株式公開買付け（TOB）により連結子会社化。
- 2023年（令和5年）1月 - 私募リート「清水建設プライベートリート投資法人」の運用開始。
- 2025年（令和7年）4月 - 渋沢栄一の旧邸宅を一般公開（各月に数日の開館日を設け、事前予約制）[9]。同時に、隣接する歴史資料館も先着予約制（入場無料）で公開[9]。

## 経営理念
渋沢栄一の教えである、道徳と経済の合一を旨とする「論語と算盤」を社是としている。
経営理念は、2019年に見直され、「真摯な姿勢と絶えざる革新志向により　社会の期待を超える価値を創造し　持続可能な未来づくりに貢献する」である。
2019年までは、以下の経営理念であった。
- 地球社会への貢献 Socio-dynamism
  - 環境保全活動、文化活動等の活動のみならず、環境とバランスのとれた社会的、文化的に価値のある優れた品質の建造物・施設をグローバルに建設する。
- 人間尊重 Humanity
  - 従業員が快適で意欲をもって働けるような環境を作りだす。
- 革新志向 Innovation
  - 役員、従業員全員が常に革新的姿勢で業務にあたり、事業展開、営業活動、研究・開発、業務・経営革新に取り組むことにより、絶えず企業として成長・発展を図っていく。
- 顧客第一 Market-in
  - 常に顧客の立場に立って考え行動し、顧客に役立つことにより当社も適正な利潤を頂くことを基本とする。
- 情熱 Zeal
  - 何事にも情熱をもって取り組む。

## 施工物件
歴史的にも数多くの名建築を手掛けている。例えば国立屋内総合競技場（主体育館：1964年 設計・丹下健三）など枚挙に暇がない。
詳しくは 清水建設の歴史 を参照のこと。
以下は一例である。
- 伊勢丹新宿店（東京都新宿区、東京都歴史建造物）1933年落成
- 日本水準原点標庫（東京都千代田区；重要文化財）
- 東京大学安田講堂（東京都文京区）
- 市政会館・日比谷公会堂（東京都千代田区）
- 中央大学茗荷谷キャンパス（東京都文京区）
- DNタワー21（旧第一生命館）（東京都千代田区）
- 大阪富国生命ビル （大阪府大阪市）
- 東京競馬場スタンド（東京都府中市）
- 大阪国際空港ターミナルビル（大阪府豊中市）
- 横浜市開港記念会館（神奈川県横浜市）
- 横浜スタジアム（神奈川県横浜市）
- サンシャイン60（東京都豊島区）
- 警視庁本部庁舎（東京都千代田区）
- みずほ銀行内幸町本部ビル（旧第一勧業銀行本店）（東京都千代田区）
- 服部時計店（現：銀座和光）本店（東京都中央区銀座）
- 大石寺客殿（静岡県富士宮市）
- 岡崎城（愛知県岡崎市）
- 新都庁第一本庁舎（東京都新宿区）
- ヒルトン東京ベイ（千葉県浦安市舞浜）
- 癌研究会有明病院（東京都江東区有明）
- 東京ビッグサイト 南展示棟ほか（東京都江東区有明）
- 平安神宮（京都府京都市左京区）
- 奈良国立博物館本館（奈良県奈良市）
- シャープ亀山工場（三重県亀山市）
- 東京モード学園コクーンタワー（東京都新宿区）
- 日本テレビ放送網本社「日テレタワー」（東京都港区）
- 旧高雄市役所（台湾高雄市塩埕区）
- 高雄駅旧駅舎（台湾高雄市三民区）
- 勧業銀行台南支店（台湾台南市中西区）
- 東京ワールドゲート　神谷町トラストタワー（東京都港区）
- 渋沢史料館・旧渋沢家飛鳥山邸晩香廬及び青淵文庫（東京都北区）
- セイコー大阪ビル（現御堂筋グランタワー）（大阪府大阪市）
- ツインアーチ138（愛知県一宮市）
- 川西市立総合医療センター (兵庫県川西市)
- 麻布台ヒルズ森JPタワー（東京都港区）
- 豊海地区第一種市街地再開発事業（東京都江東区）2027年竣工予定
- 筑紫の丘斎場 (兵庫県太子町)
- 公益社千里会館 (大阪府吹田市)
- 大名古屋ビルヂング (愛知県名古屋市)
- 清和梅田ビル（大阪市北区）
- 綿業会館 （大阪市中央区）
- 大阪産業創造館 (大阪市中央区)
- Torch Tower (東京都千代田区) 2028年竣工予定
- 古河パビリオン（大阪府吹田市、1970年日本万国博覧会にて。現存しない。）
- 山梨県庁舎防災新館「やまなしプラザ」(山梨県甲府市)
- 京都府庁3号館 (京都府京都市)
- 和歌山県庁舎（和歌山県和歌山市）
- 福岡県庁舎 (福岡県福岡市)
- 宇治電ビルディング (大阪府大阪市北区)
- シティタワー大阪本町（大阪府大阪市）
- BIG DAISHOWA大阪本社 (大阪府東大阪市)

明治期
- 1868年 - 築地ホテル館（二代清水喜助経営。102室の規模であったが1872年の銀座大火で焼失した[注釈 1]。）
- 1870年 - 横浜居留地商館十四番館等6館
- 1872年 - 第一国立銀行（三井組ハウス）、三井銀行（為替バンク三井組)
- 1873年 - 横浜十全病院
- 1876年 - 深川福住町渋沢栄一邸[注釈 2]
- 1880年 - 横浜港谷戸橋、神奈川県検疫所
- 1883年 - 日本橋中洲~神田柳原堀川護岸工事、横浜中村川・吉田川浚渫工事
- 1884年 - 横浜加賀町警察署
- 1885年 - 皇居正殿（謁見所、表宮殿の正殿・東西化粧之間・東溜之間）[注釈 3]
- 1886年 - 東京赤坂豊川稲荷、神奈川県知事官舎、
- 1887年 - 永田町鍋島邸西洋館、1887年[10]、神田錦町英吉利法律学校、日本橋兜町渋沢栄一事務所
- 1888年 - 東京製鋼工場、鎧橋、鐘渕紡績工場、横浜郵便電信局、日本煉化製造工場、ウィリアム・ロバート・ベンネット邸[11]、王子製紙工場、日本郵船会社横浜支店、他

施工中物件に関しては、新築物件開発情報サイトによると、40件程である。

## 宅地開発実績
- パストラルタウン美しが丘 - 札幌市豊平区（清水建設総合開発と）
- 旭ヶ丘 - 茨城県鹿島郡鹿島町（現・鹿嶋市、清水建設総合開発と）
- パストラルヒルズ佐倉・城 - 千葉県佐倉市（清水建設総合開発と）
- 高南台パストラルヒルズ - 千葉県東葛飾郡沼南町（現・柏市、清水建設総合開発と）
- 柏・藤ノ台パストラルヒルズ - 千葉県柏市（清水建設総合開発と）
- 佐倉白銀ニュータウン/パストラル・アベニュー - 千葉県佐倉市（清水建設総合開発と）
- パストラルヒルズ流山平和台 - 千葉県流山市（清水建設総合開発と）
- パストラルヒルズ相模原 - 神奈川県相模原市（清水建設総合開発と）
- 大磯松韻 - 神奈川県中郡大磯町、旧清水家別荘跡地（三菱商事、スタジオランドジャパンらと）
- パストラルヒルズ五月台 - 川崎市麻生区（清水建設総合開発と）
- パストラルびゅう桂台 - 山梨県大月市（東日本旅客鉄道、清水建設総合開発と）
- 大津美咲野ニュータウン - 熊本県菊池郡大津町（清水建設総合開発と）
- 二宮町土地宅地分譲 - 神奈川県中郡二宮町（清水建設総合開発と）
- 新崎宅地分譲すみれ野ニュータウン - 新潟県新潟市（清水建設総合開発と）
- パストラルヒルズ波木南台 - 三重県四日市市（清水建設総合開発と）
- 五日市ニュータウン彩が丘 - 広島市佐伯区（清水建設総合開発と）
- 氏神工業団地分譲 - 広島県山県郡千代田町（清水建設総合開発と）
- ガーデンシティ美咲野 - 熊本県菊池郡大津町（九州旅客鉄道、西松建設と）

清水建設総合開発が開発した住宅地は以下の通り
- グランディタウン河原町 - 宮城県仙台市（清水不動産 他）
- ヴィークテラス世田谷桜丘 - 東京都世田谷区桜丘
- ヴィークテラス浜田山 - 東京都杉並区
- ネイシア津田沼 - 千葉県習志野市
- 東金工業団地 - 千葉県東金市
- 波木南台宅地分譲 - 三重県四日市市
- ほほえみタウン時津 - 長崎県西彼杵郡時津町（清水不動産 他）

## グループ企業
建設関連事業
- エスシー・プレコン
- エスシー・マシーナリ
- シミズ・ビルライフケア - 2015年に関西・東海・九州の地域会社を統合
- 第一設備工業
- テクネット
- 東京コンクリート
- 日本建設
- 日本道路
- 日本ファブテック
- ファインスタッフ
- ピーディーシステム
- フィールドフォー・デザインオフィス
- ミルックス

開発・不動産関連事業
- 清水総合開発
- 幕張テクノガーデン
- 肥後橋シミズビル、北清土地 - 清水建設に吸収合併（2021年）

サービス関連事業
- シー・エス・ピー・ジャパン
- ソノラス
- プロパティデータバンク

## 経営者

### 歴代
- 初代 清水喜助 1804年（文化元年） - 1859年（安政6年） 創業者
- 二代 清水喜助（藤沢清七） 1859年（安政6年）  - 1891年（明治14年）
- 三代 清水満之助 1881年（明治14年） - 1887年（明治20年）
- 四代 清水満之助（清水喜三郎） 1887年（明治20年） - 1915年（大正4年）
- 五代 清水釘吉   1915年（大正4年） - 1940年（昭和15年）
- 六代 清水康雄   1940年（昭和15年） - 1966年（昭和41年）
- 七代 吉川清一   1966年（昭和41年） - 1972年（昭和47年）
- 八代 野地紀一   1972年（昭和47年） - 1981年（昭和56年）
- 九代 吉野照蔵   1981年（昭和56年） - 1989年（平成元年）
- 十代 今村治輔   1990年（平成2年） - 1999年（平成11年）
- 十一代 野村哲也   1999年（平成11年） - 2007年（平成19年）
- 十二代 宮本洋一   2007年（平成19年） - 2016年（平成28年）
- 十三代 井上和幸   2016年（平成28年） - 2025年（令和7年）

### 現在経営者
- 十四代  新村達也 2025年（令和7年） -

## 社会との繋がり

### リニア中央新幹線の工事入札を巡る不祥事
リニア中央新幹線の建設工事の入札に於いて不正が行われたとして、工事を請け負っているゼネコン4社の1つである同社が、2017年12月に東京地方検察庁から偽計業務妨害容疑で捜索を受けていたことが明らかになり、1月22日までに談合を認めた。なお他の3社は大林組が談合を認め、鹿島建設と大成建設は否定し続けた。その結果として、法人としての清水は起訴されたが、鹿島と大成の幹部は逮捕・起訴されたのに対し大林・清水の幹部は不起訴（起訴猶予）となった。
10月22日、東京地方裁判所は私的独占の禁止及び公正取引の確保に関する法律（独占禁止法）違反罪で大林組に罰金2億円、清水建設に同1億8千万円を言い渡した。2019年1月18日大林組と清水建設は、有罪判決が出たことを踏まえ、国土交通省関東地方整備局から2月2日から6月11日の120日間営業停止処分を受けたとそれぞれ発表した。対象は、全国の新たな民間の土木工事となる。

### 過労死についての不祥事
2021年8月、清水建設社員 (当時29歳) が自殺し、2023年5月、社員は労働基準監督署から労災認定を受けていた事が分かった。

### 新型コロナウイルス感染
- 2020年4月13日、清水建設は、都内の建設現場の社員3人が感染し、うち50代の男性社員が死亡したことを明らかにした。3日に発熱し自宅待機していたが、9日に容体が急変した。死亡後のPCR検査で陽性と判明した。同じ現場で働く40代の2人の男女社員も感染した。同社は建設現場約500カ所あり、感染拡大防止のため工事を5月6日まで中止する。緊急事態宣言直後は工事継続を発注者と協議していたが、今後は中止する。対象の工事現場では約2万人が働いており、うち清水建設社員は約2千人、あとは協力企業や下請けの作業員だという[17]。

### 提供番組
日本テレビ放送網の本社演奏所「日本テレビタワー」や大林組幹事のJVで参加した「日本テレビ放送網麹町分室」などの施工を承った関係で、日本テレビ系列での提供が多い。
現在
- 世界の果てまでイッテQ!（日本テレビ）

過去
- 春夏秋冬（日本テレビ）
- NNN昼のニュース（日本テレビ）
- 追跡（日本テレビ）
- どちら様も!!笑ってヨロシク（日本テレビ）
- とんねるずの生でダラダラいかせて!!（日本テレビ）
- スッキリ!!（日本テレビ）
- 木曜時代劇（テレビ朝日）
- 生テレビ!東京探検（テレビ東京）
- ロボつく（テレビ東京）

### イメージソング
- 1990年代前半には、テレビCMのイメージソングとして忌野清志郎の「パパの歌」が使われた。因みに「パパの歌」の発売は1991年5月だが、発売前に行われた清水建設の社内パーティーに於いて、パーティーに参加した社員及び招待された社員の家族全員にシングルCDと、重機のキャタピラを模したボールペンが配られた。このシングルのジャケットは裏面に清水のロゴマークが使用された特別バージョンである。また1992年には、忌野の「パパの手の歌」を起用した、CM第2弾も放映された。

## 関連人物
- 渋沢栄一 相談役。「論語と算盤」の理念を導入。
- 斉藤鉄夫 国土交通大臣。元課長。
- 佐野利器 東京帝国大学教授(建築構造学)。副社長として迎える。
- 石原孟 東京大学教授。元副主任研究員。
- 高田毅士 東京大学名誉教授。
- 田辺淳吉 技師長。
- 張建民 清華大学土木学部長、中国工程院院士。日本に留学中技術者として在籍。
- 寺田賢二郎 東北大学教授、元日本計算工学会会長。
- 福和伸夫 名古屋大学名誉教授、元日本地震工学会会長。
- 樋口尚也 元社員、元衆議院議員。
- 近藤芳美 アララギ派の歌人。設計技師として在籍。
- 桜井眞一郎 スカイラインの開発者。一時、清水建設に在籍。
- 大崎順彦 東京大学名誉教授(耐震構造学)。副社長として迎える。
- 中谷礼仁 早稲田大学教授（建築史）。設計部に在籍していた。
- 宏洋 (人物) 元宗教家、元幸福の科学理事長、YouTuber。大学卒業後在籍。